# Heronsball

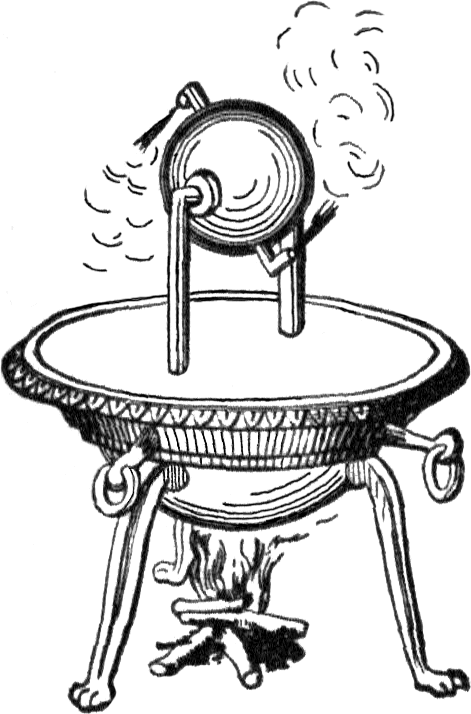
Historische Darstellung eines Heronsballs

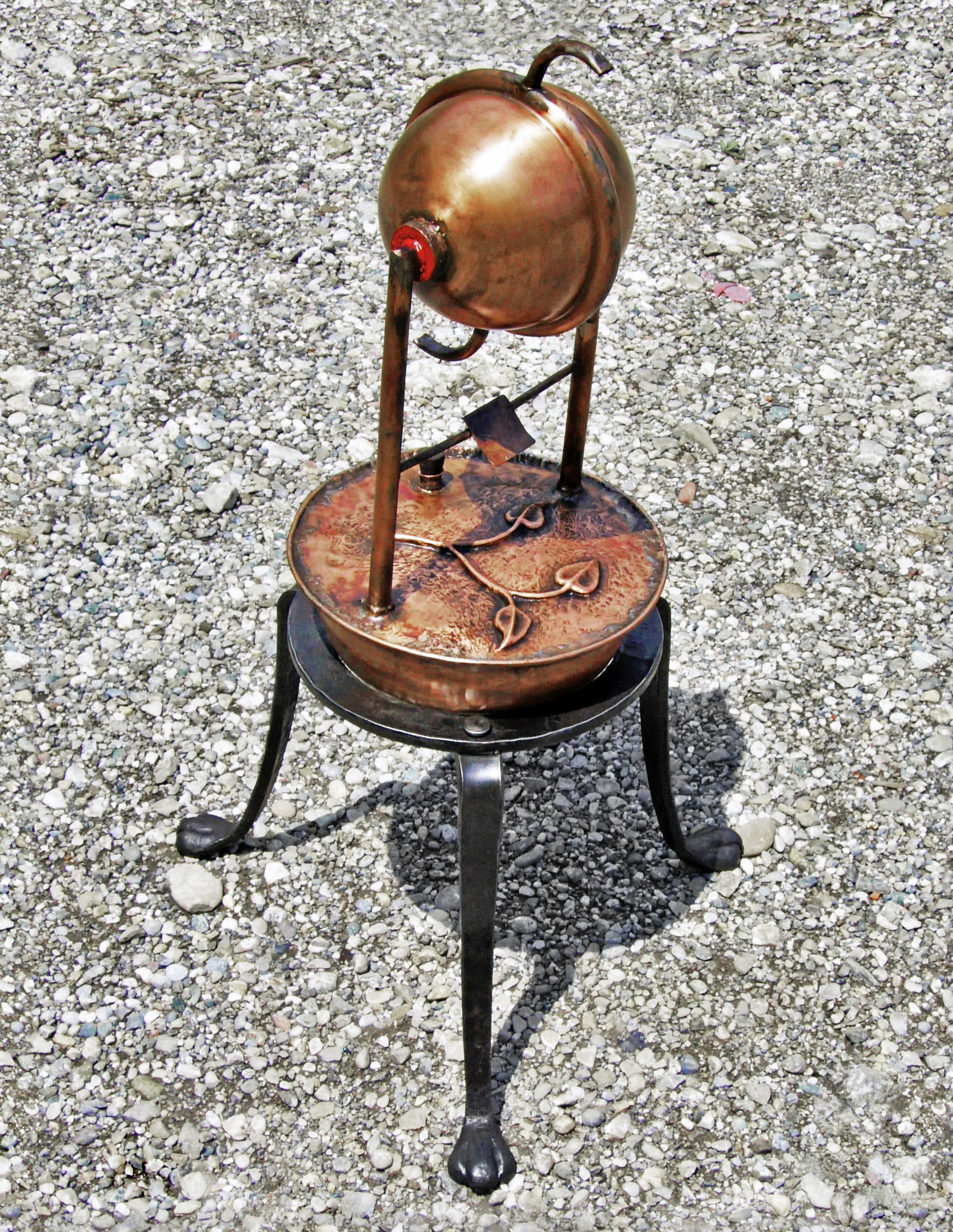
Nachbau eines Heronsballs

Animation eines Heronsballs

Der Heronsball (auch Äolsball, Aeolipile oder Äolipile genannt) ist eine von Heron von Alexandria beschriebene Maschine, welche die Expansionskraft von Wasserdampf und das Rückstoßprinzip demonstriert. Die Aeolipile war zuvor schon altägyptischen Priestern bekannt gewesen.
Der Heronsball ist eine der ersten schriftlich überlieferten Wärmekraftmaschinen. Er hatte in der Antike keinen praktischen Nutzwert und wurde als Kuriosum angesehen. Heron von Alexandria beschrieb in seiner Schrift Pneumatika neben dem Heronsball aber auch praktisch verwendbare Wärmekraftmaschinen in Form automatischer Tempeltüren.

## Beschreibung
Der untere Teil der Maschine ist ein dichter Wasserkessel, der von unten mit einer offenen Flamme beheizt werden kann. Oben befindet sich eine Kugel, die in ihrer Halterung drehbar gelagert ist und an der zwei Austrittsdüsen angebracht sind. Eine der beiden Halterungen dient als Rohr, durch das aus dem unteren Teil Wasserdampf in die obere Kugel gelangen kann. Bringt man das Wasser im unteren Gefäß zum Kochen, so strömt Wasserdampf durch die Halterung in die Kugel und verlässt sie durch die beiden Düsen. Dabei entsteht ein Rückstoß, der die Kugel in Drehung versetzt.
Technisch gesehen handelt es sich um eine Reaktionsturbine.